# Bäcker und Konditor
Die Zeitschrift Bäcker und Konditor (Zeitschrift für Bäcker und Konditoren) erschien monatlich in der DDR seit 1963. Der Preis betrug 1,50 Mark. Der Herausgeber war der VEB Fachbuchverlag Leipzig. Der Druck erfolgte in der Druckerei Märkische Volksstimme in Potsdam.
Die Zeitschrift war eine Fachzeitschrift für Bäckerei, Konditorei, Dauerbackwarenproduktion und Speiseeisherstellung.
Wegen dieser Themen erreichte sie nur ihr spezielles Publikum und wurde mit einer Auflage von 20.000 Exemplaren herausgegeben.
Die Zeitschrift Bäcker und Konditor wurde über einen Umweg (einen TÜV Verlag) 1993 an den Gildeverlag in Hamburg/Alfeld verkauft und wurde dann am 3. September 2001 an die BackMedia Verlagsgesellschaft (heute Inger Verlag, Osnabrück) weiterveräußert. Der Verlag verlegt den alten Titel mit dem alten Logo als Unterausgabe der Bäcker Zeitung (der westdeutschen Zeitung für Bäcker und Konditoren), die 12× im Jahr bis heute erscheint. Die Zeitschrift Bäcker und Konditor gab einen Impuls zur Gründung des Vereins Slow Baking und zur Gründung der Zeitschrift Slow Baking (heute Artisan), weil ein Schwerpunkt dieser Zeitschrift auf dem tiefen Verständnis der Grundlagen des Backens lag.